# Podlahová krabice

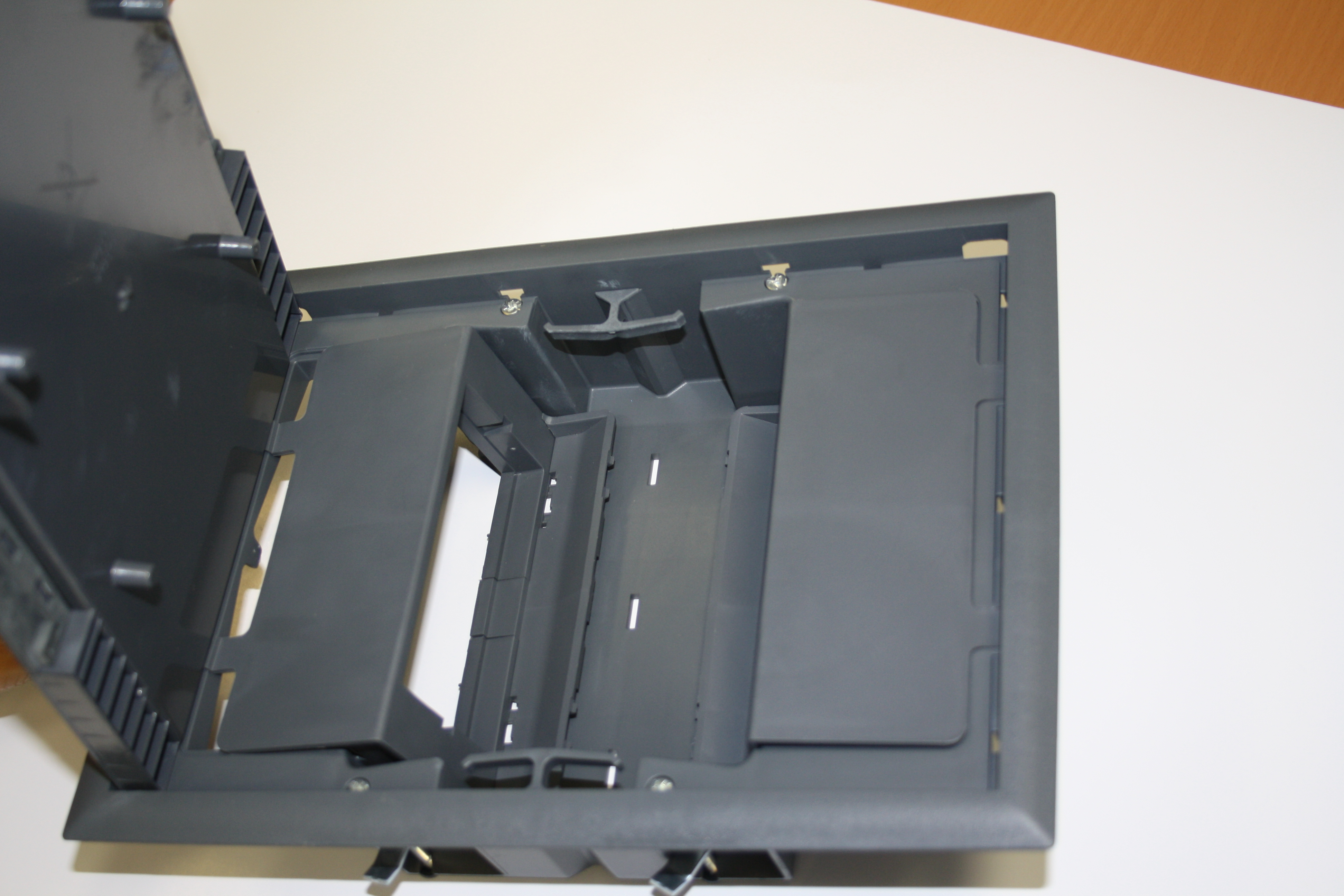
Podlahová krabice pro montáž do zdvojené podlahy, neosazená zásuvkami, nenamontovaná

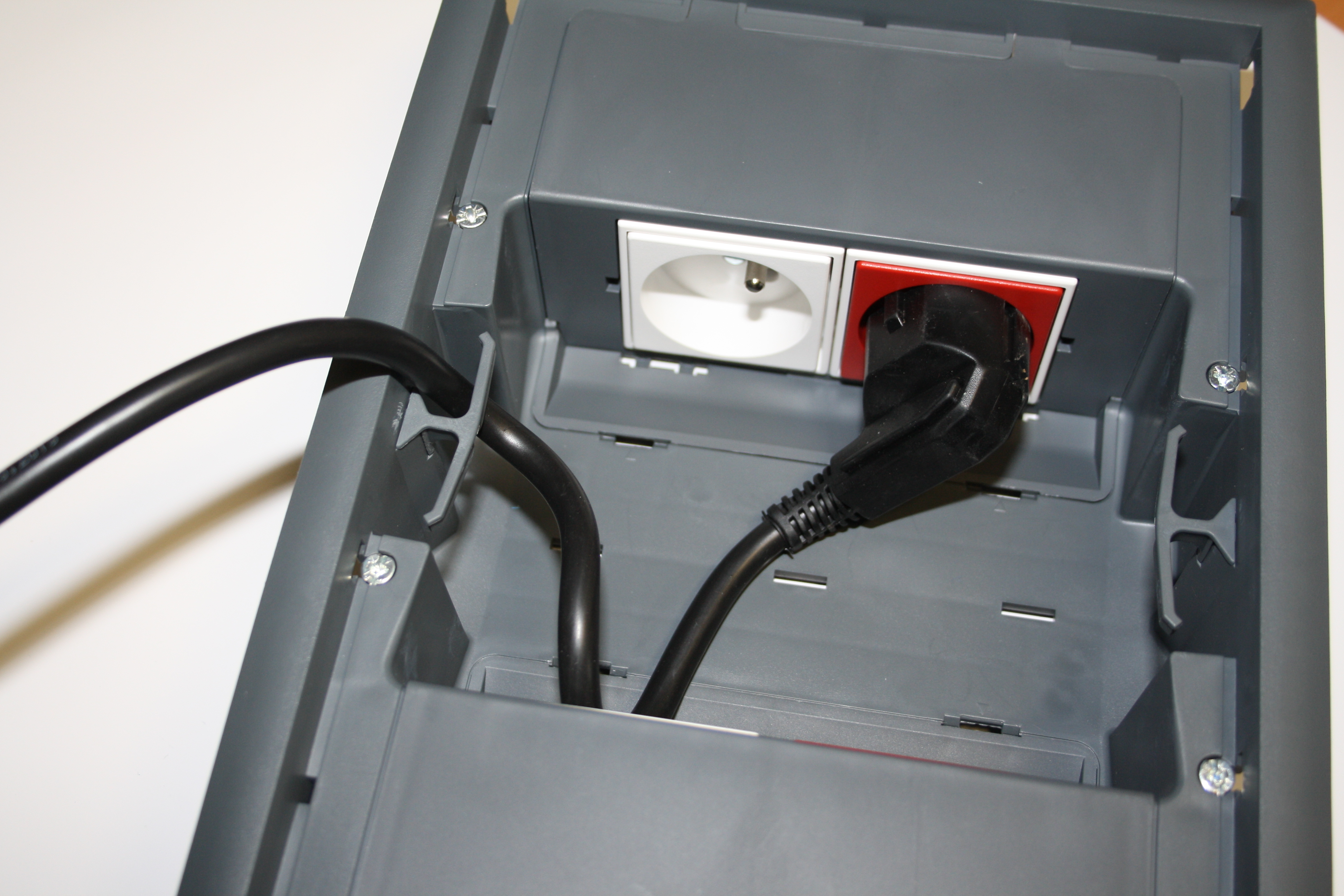
Podlahová krabice se dvěma silovými zásuvkami a vloženou vidlicí pohyblivého přívodu; zásuvka červené barvy je určena pro obvod podporovaný UPS

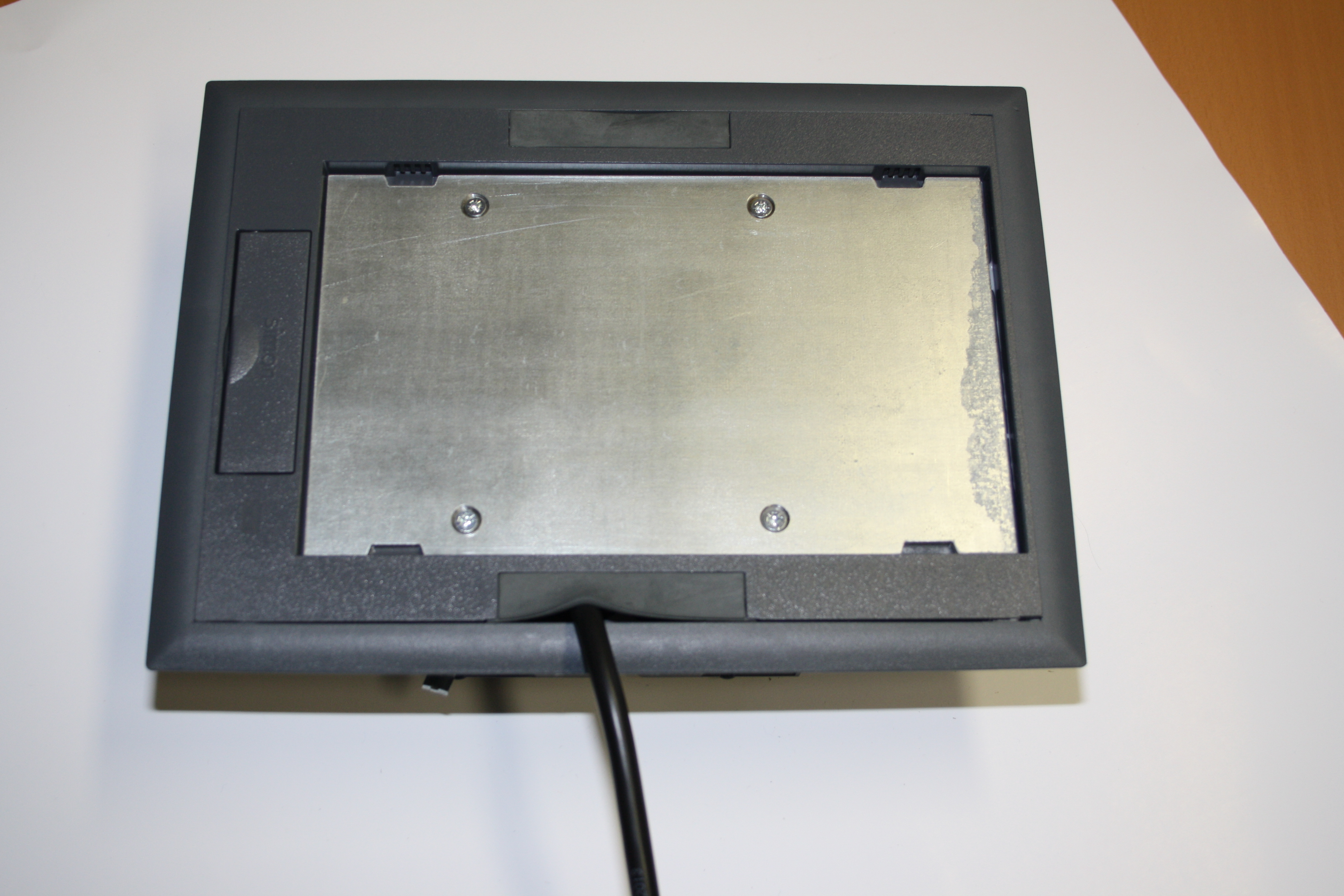
Způsob, jakým prochází kabel zavřeným víkem; do víka zatím není vložena podlahová krytina

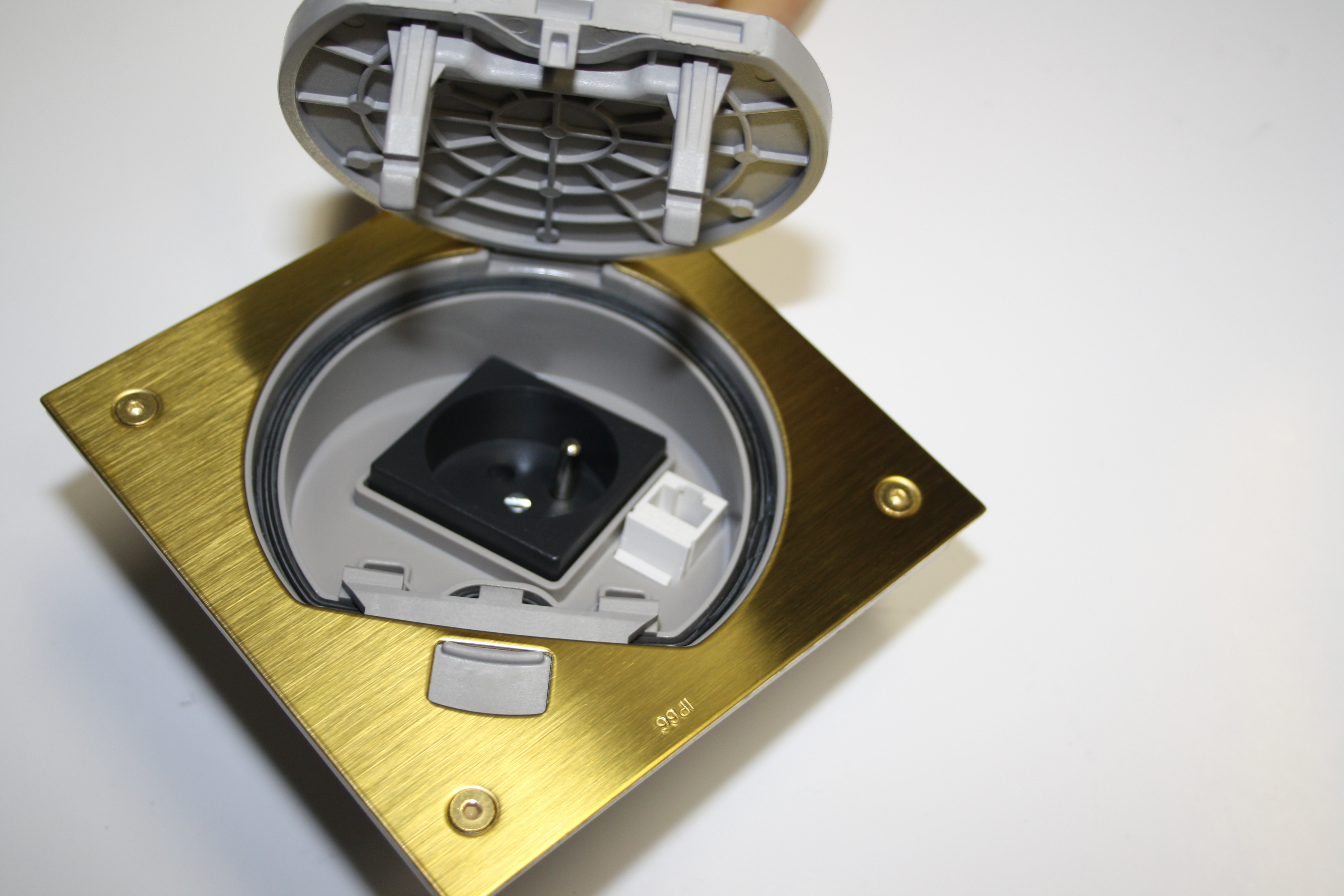
Krabice pro montáž do nábytku osazená jednou silovou a jednou datovou zásuvkou

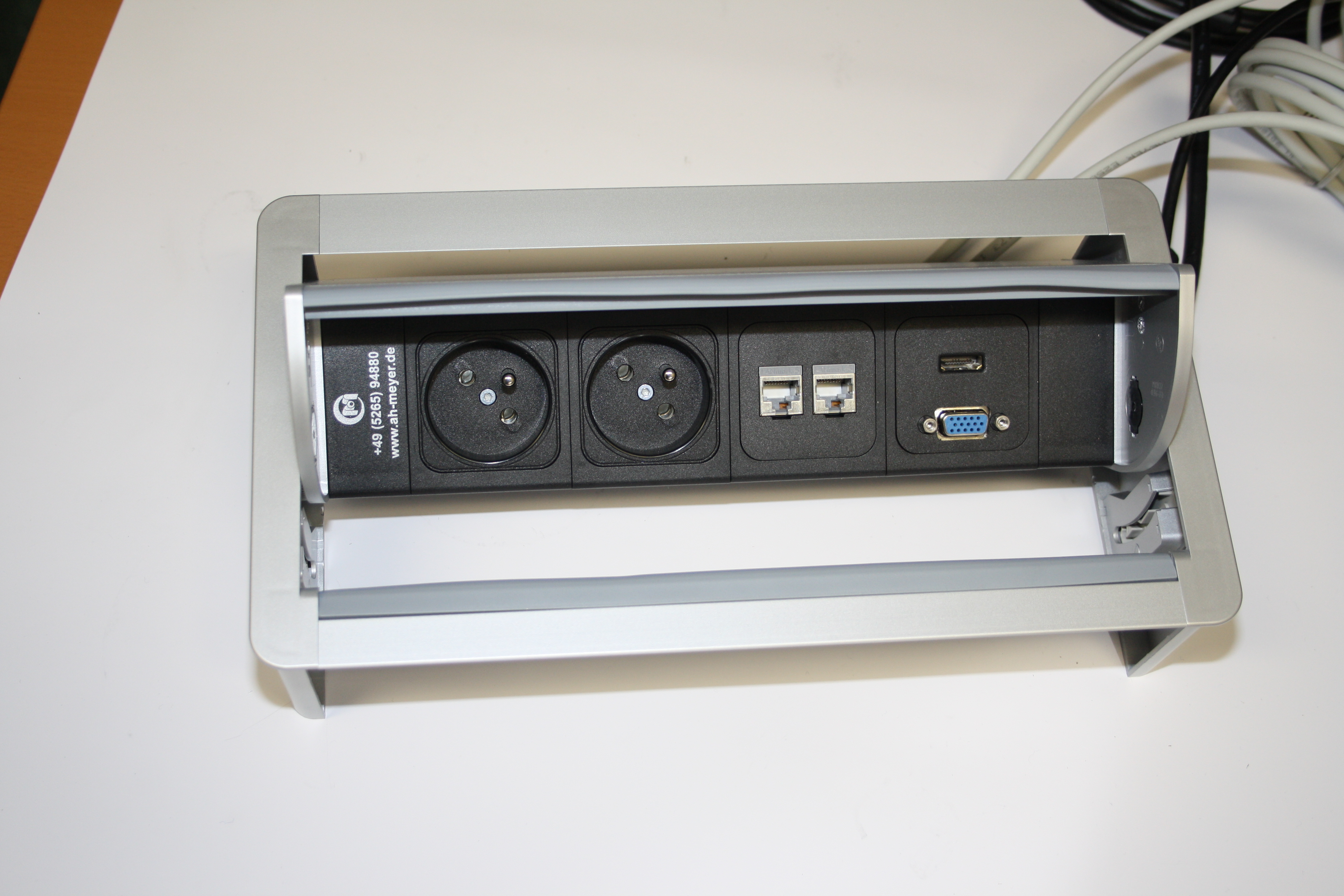
Krabice pro montáž do nábytku s různými datovými zásuvkami

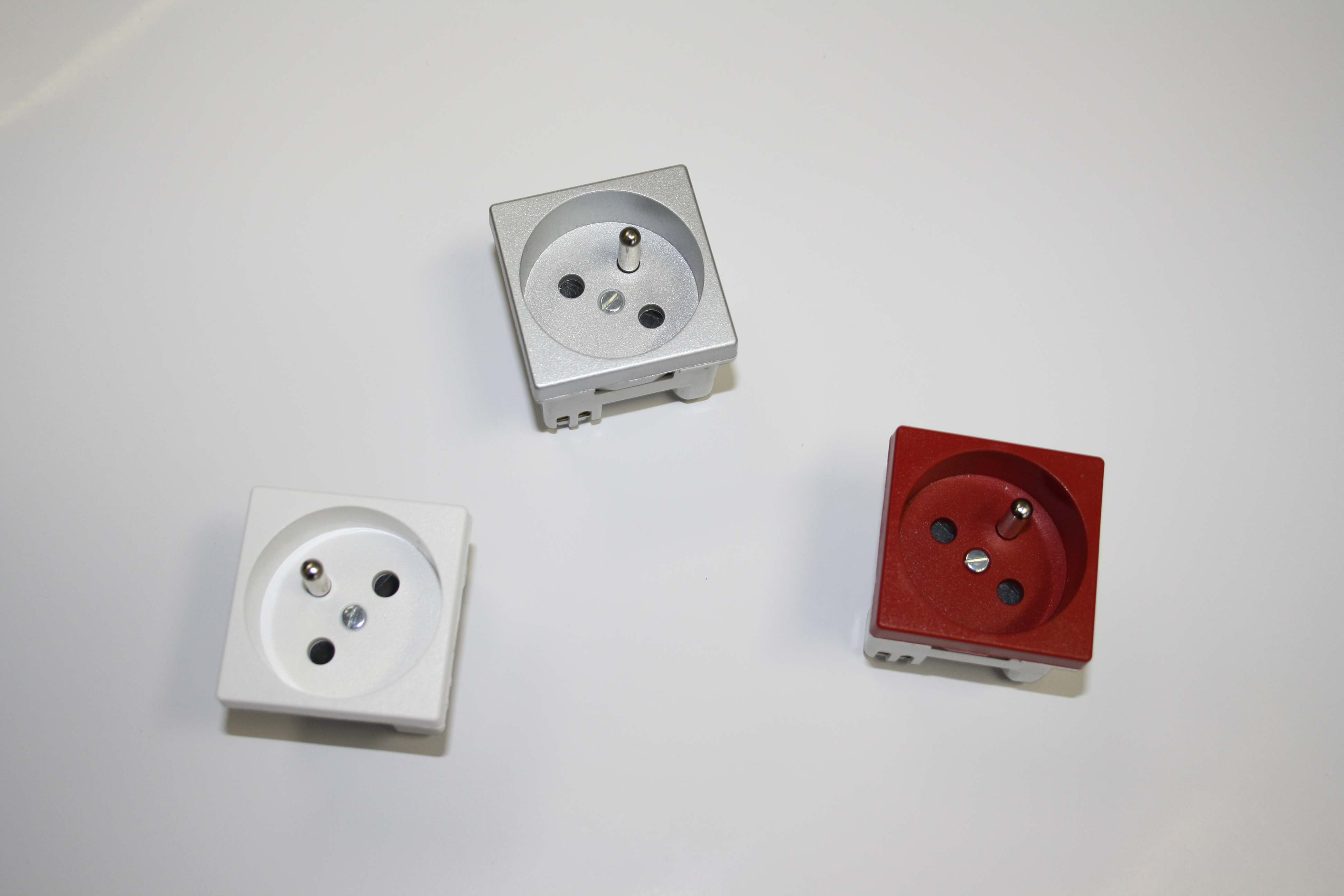
Silové zásuvky v modulu 45 × 45 mm

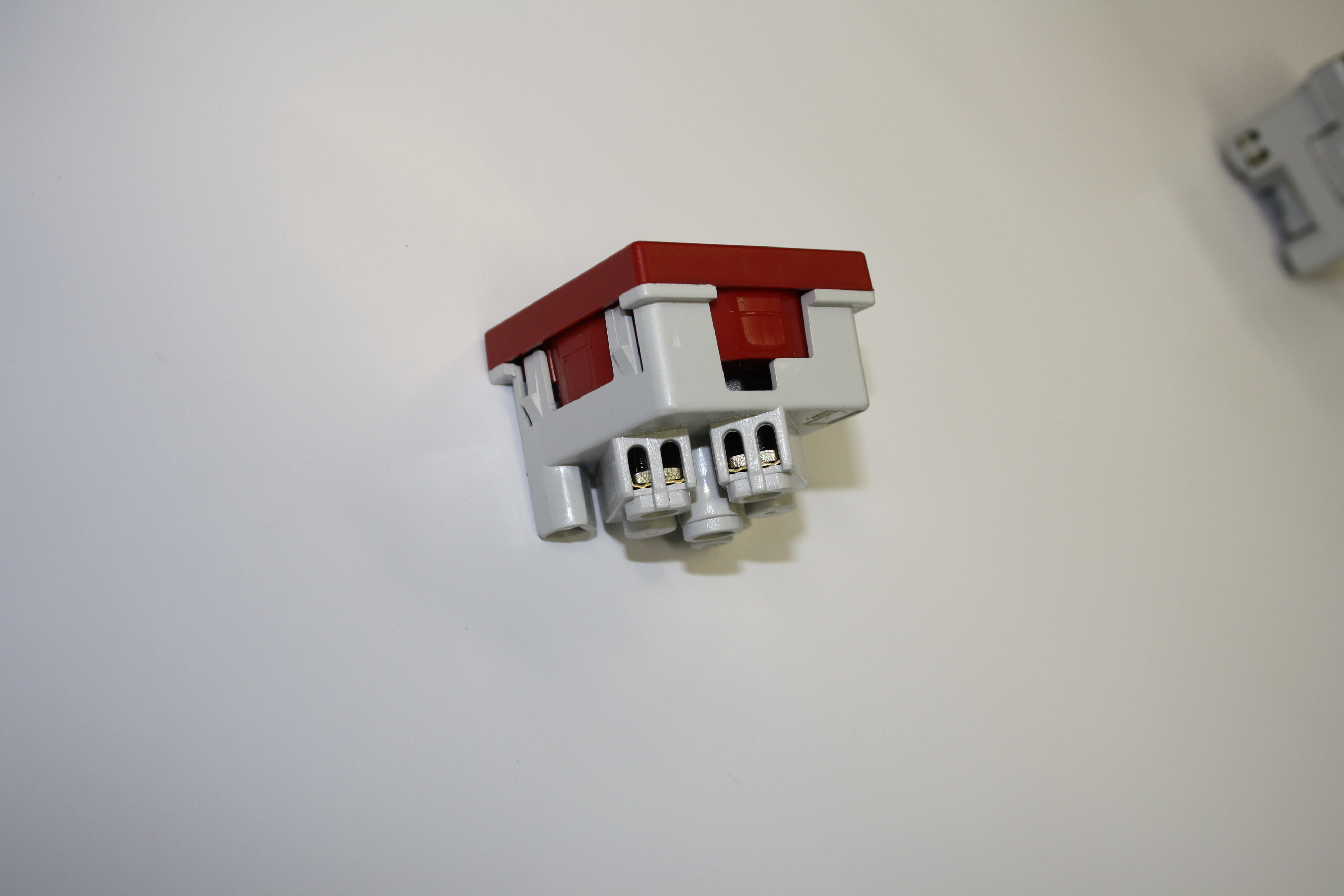
Zdvojené připojovací svorky zásuvky pro průběžnou montáž

Podlahová krabice je elektrotechnická součástka, která slouží k ukončení kabelů a vodičů elektroinstalace a montáži zásuvek. Montuje se do podlahy a není-li používána, nijak z podlahy nevyčnívá.

## Základní charakteristika a určení
Podlahová krabice je konstrukční prvek v elektroinstalaci, určený k umístění silových i datových zásuvek pod úrovní podlahy místnosti. Instaluje se společně s kabelovým rozvodem, který je také pod úrovní podlahy. Smyslem této konstrukce je zachování rovné podlahy a skrytí silových i slaboproudých rozvodů. Tím je umožněna velká variabilita prostoru. Časté využití je ve velkoprostorových kancelářích (open space), které nejsou rozděleny příčkami, případně jsou příčky lehké konstrukce a předpokládá se jejich opakované přesouvání při změně dispozice v místnosti. Dalším častým využitím jsou prodejní a výstavní prostory. Může jít o autosalony, prodejny nábytku nebo o muzejní prostory a pavilony na výstavištích. Ve všech případech musí konstrukce podlahové krabice umožňovat i chůzi nebo přejíždění vozidly (manipulačními prostředky) stejně jako okolní podlaha. Víko, respektive ta část podlahové krabice, která je v úrovni podlahy, je přizpůsobena pro vložení podlahové krytiny stejné jako okolí. Ani vizuálně potom podlahová krabice neruší. Podlahová krabice je určena pro vložení zásuvek v modulárním provedení, vkládání instalačních přístrojů (jističe, přepěťové ochrany) je spíše výjimečné. Veškerá připojená zařízení jsou připojena pohyblivými přívody, tj. šňůrami zakončenými vidlicí nebo konektorem. Ve víku podlahové krabice může být průchod pro kabel s pružným zákrytem. To umožní provléknout menší počet kabelů a nechat víko uzavřené. Podlahové krabice umožňují napájet silovou elektřinou i daty více pracovních míst, počet pozic pro zásuvky může být osm i více.
Konstrukce podlahové krabice musí umožnit také čištění stejným způsobem, jako okolní podlahová plocha. U podlahových krabic uložených v pevné, hladké podlaze (beton, lité pryskyřice) se počítá i s mokrým čištěním. Krabice jsou osazeny těsněním proti vlhkosti, které v uzavřeném stavu (bez připojených kabelů) dovolí i přejezd mycího stroje. Krabice této konstrukce se využívají v samoobslužných prodejnách, showroomech, na výstavištích.

## Navazující a příbuzné prvky elektroinstalace
- Obdobou podlahové krabice je přípojné místo pro zabudování do desky stolu. Zpravidla je určeno pro jednoho pracovníka, takže může obsahovat jen jedinou silovou zásuvku a jedinou datovou přípojku. Takové přípojné místo může být zabudováno i do kuchyňské pracovní desky.
- Tam, kde se předpokládá časté připojování spotřebičů, případně je nutné instalovat například přepěťovou ochranu, může být místo podlahové krabice umístěn instalační sloupek (pilířek). Konstrukce z lehkých kovových profilů navazuje na kabely a vodiče vedené v podlaze, ale vystupuje do výšky desky pracovního stolu. Výhodou je snadné používání, nevýhodou je přece jen omezení průchodu osob nebo umístění nábytku. Dostupné jsou i pilíře na celou výšku místnosti, vzepřené mezi podlahou a stropem. Ty umožní přivést kabely (třeba jen některé) také v podhledu pod stropem.
- Výsuvný rozváděč, také výklopný – rozváděč pro venkovní užití, ukrytý v šachtě pod úrovní terénu. Využívá se například na veřejných prostranstvích při pořádání trhů, hudebních vystoupení, nebo také v továrních halách. Rozváděč se pomocným mechanismem vysune svisle vzhůru, nebo se vyklopí víko, na jehož spodní straně rozváděč je. Takový rozváděč nahrazuje dočasné rozvody. Výhodou je, že kabely jsou ukryté v zemi, pohyb po okolní ploše je bezpečnější a nebezpečí krádeže je významně omezeno. Rozváděč obsahuje především potřebné typy a počty silových zásuvek a s nimi i další přístroje: jističe, přepěťové ochrany, elektroměry.

## Základní druhy podlahových krabic
Podle způsobu montáže podlahových krabice lze rozlišit hlavní (nejčastěji používané) druhy:
- podlahové krabice do zdvojené podlahy – montážní rám krabice je namontován do výřezu v jedné z dlaždic zdvojené podlahy; kabely jsou vedeny v prostoru mezi podlahou místnosti a pochozí vrstvou.
- podlahové krabice do betonu – základna krabice je upevněna k podlaze před zhotovením poslední vrstvy; stejně jsou připraveny i kabelové kanály; po utěsnění je vše zalito betonem; teprve po vytvrzení betonu se protáhnou kabely, namontuje vložka podlahové krabice a osadí zásuvky.

Krabice do zdvojené podlahy a do betonu se liší základovým rámem, vložka včetně zásuvek a víka může být shodná. 

## Instalační přístroje v modulu 45 mm
Zatímco běžné instalační přístroje (zásuvky, vypínače) jsou konstruovány pro montáž na elektroinstalační krabice s roztečí upevňovacích šroubů 60 mm a roztečí středů sousedních přístrojů 68 mm, pro podlahové krabice je charakteristické užití přístrojů kompaktní konstrukce s vnějšími rozměry 45 × 45 mm, případně jedním rozměrem polovičním, tedy 45 × 22,5 mm. Přístroje se upevňují do nosné konstrukce zaklapnutím pružných výstupků. Tyto kompaktní přístroje vyrábí několik výrobců, navzdory příbuzným vnějším rozměrům nejsou vždy bezproblémově zaměnitelné. V této velikosti jsou dostupné mimo silových a datových zásuvek i některé další přístroje: přepěťové ochrany, jističe, proudové chrániče.

## Odkaz na normy
Pro podlahové krabice platí (červenec 2016):
- ČSN EN 60670-1:2005 Krabice a úplné kryty pro elektrická příslušenství pro domovní a podobné pevné elektrické instalace – Část 1: Všeobecné požadavky,
- ČSN EN 60670-23:2009 Krabice a úplné kryty pro elektrická příslušenství pro domovní a podobné pevné elektrické instalace – Část 23: Zvláštní požadavky pro podlahové krabice a úplné kryty.